# Oxyurella brevicaudis
Oxyurella brevicaudis är en kräftdjursart som beskrevs av Michael och Frey 1983. Oxyurella brevicaudis ingår i släktet Oxyurella och familjen Chydoridae. Inga underarter finns listade i Catalogue of Life.